# National Education Association

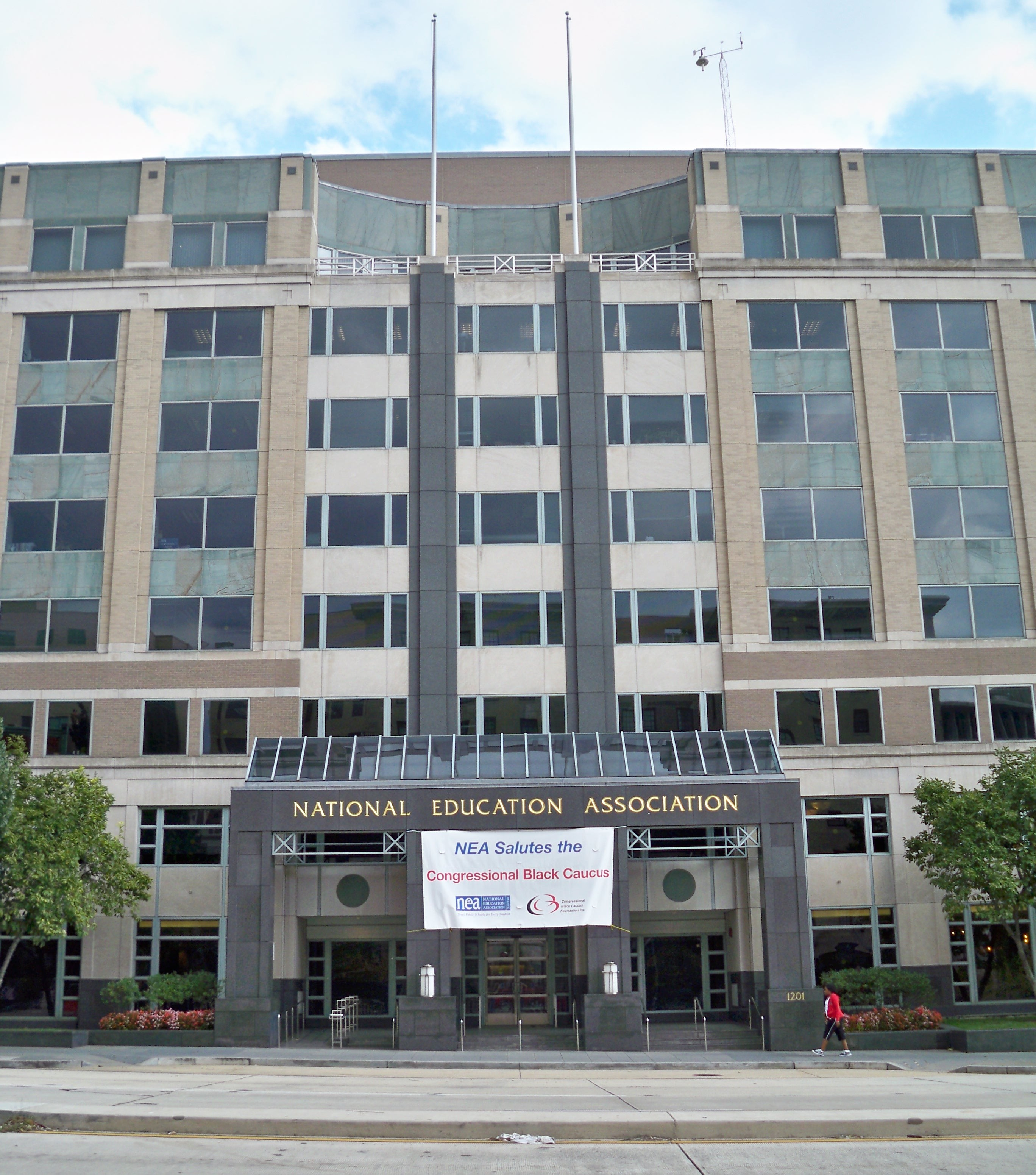
Huvudkontoret. September 2009.

National Education Association (NEA) är ett av de större lärarfacken i USA,
De hade 3,2 miljoner medlemmar, och högkvarteren finns i Washington, DC. Det finns cirka 14 000 lokalavdelningar, över 550 tjänstemän, och budgetåret 2006/2007 hade man en budget på över $307 miljoner.

### Fotnoter
1. ↑  ”Home”. NEA. 6 februari 2010. http://www.nea.org. Läst 31 mars 2011.
2. ↑  ”National Education Association (NEA)”. Unionfacts.com. Arkiverad från originalet den 22 mars 2011. https://web.archive.org/web/20110322221441/http://unionfacts.com/unions/unionProfile.cfm?id=342. Läst 31 mars 2011.